# Моцарт, Франц
Франц Моцарт (3 октября 1649, Аугсбург — 1693 или 1694, Аугсбург) — каменщик. Отец переплетчика Иоганна Георга Моцарта, дедушка Леопольда Моцарта и прадедушка Вольфганга Амадея Моцарта.
Франц, сын каменщика Давида Моцарта (1621—1685), работал мастером-каменщиком и с 1681 года жил в Фуггерай. Он родился в Аугсбурге и умер там. Мемориальная доска в его доме Mittlere Gasse Nr. 14, сегодня вспоминает его.
Франца Моцарта не следует путать с его праправнуком Францем Ксавером Вольфгангом Моцартом, младшим сыном Вольфганга Амадея Моцарта.